# Pyrrosia longifolia
Pyrrosia longifolia là một loài thực vật có mạch trong họ Polypodiaceae. Loài này được (Burm. f.) C.V. Morton miêu tả khoa học đầu tiên năm 1946.